# Robledollano
Robledollano – gmina w Hiszpanii, w prowincji Cáceres, w Estramadurze, o powierzchni 61,74 km². W 2011 roku gmina liczyła 361 mieszkańców.